# Formed in-place foam gaskets

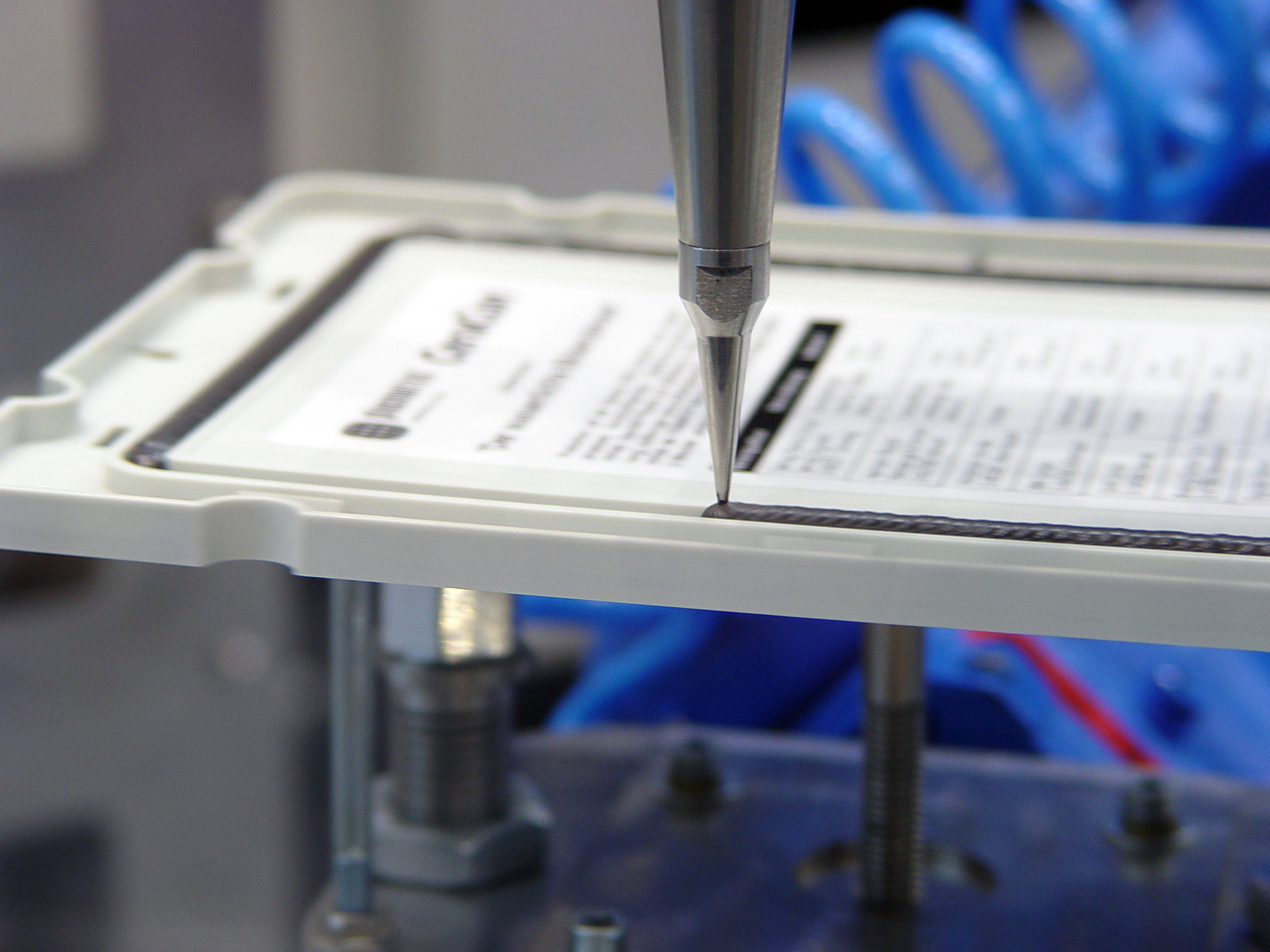
Pastöser Auftrag der FIPFG-Dichtung

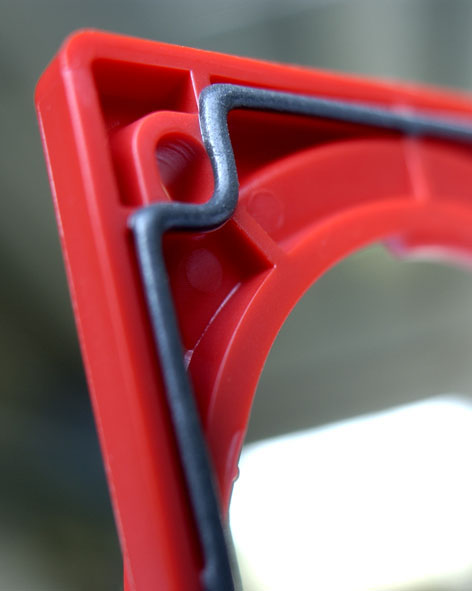
Bauteil mit FIPFG-Dichtung

FIPFG ist die Abkürzung für formed in-place foam gaskets und beschreibt den Prozess des Auftragens pastöser Dichtraupen auf abzudichtende Bauteile sowie die anschließende Vernetzung.

## Dichtungsarten

### Klebepads
Bis in die späten 1980er-Jahre hinein wurden Dichtungen auf Bauteile meist noch manuell in Form von Klebepads aufgebracht. Diese Klebepads wurden aus Moosgummi- oder Schaumstoffplatten in die gewünschte geometrische Form geschnitten und entsprachen damit genau dem Umriss des abzudichtenden Bauteils. Die Rückseite des Schaumstoffpads war selbstklebend, so dass es einfach auf dem Bauteil angebracht werden konnte. Der Nachteil bestand vor allem im teuren (weil Handarbeit) Arbeitsprozess und darin, dass erheblicher Abfall durch die Schnittreste der Schaumstoffplatten entstand. Ein weiterer Nachteil bestand darin, dass nur zweidimensionale Geometrien abgebildet werden konnten, was bei dreidimensionalen Dichtungsanforderungen dazu führte, dass eine Dichtung aus mehreren verschiedenen Klebepads zusammengesetzt werden musste. Außerdem sind Schaumstoff oder Moosgummi, jeweils geschnitten, nur ein bedingt geeigneter Dichtstoff, da er bei extremer Feuchtigkeit schnell nutzlos wird, da er dann die Nässe als offenzelliger Schwamm aufsaugt.

### Dichtschnüre

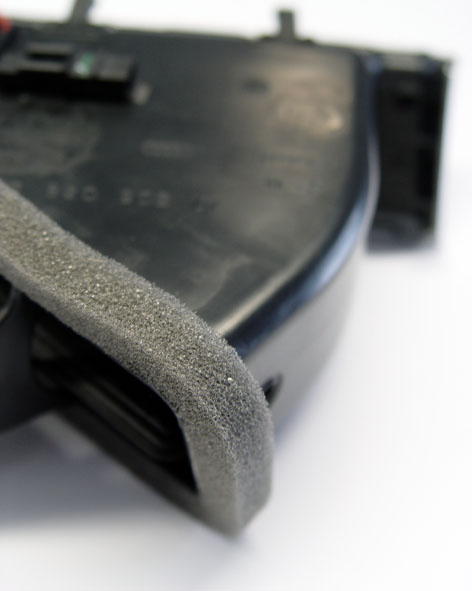
Bauteil mit Klebepad-Dichtung

Eine Weiterentwicklung der Klebepad-Dichtungen stellt der Einsatz von Dichtschnüren dar. Eine Dichtschnur ist eine endlose, umlaufende Dichtung, die am Stück produziert, in definierte Längen geteilt und dann zusammengefügt wird. Die einfachste Form einer Dichtschnur ist der haushaltsübliche Gummiring, der jedoch meist zum Zusammenhalten von Gegenständen und nicht als Dichtung eingesetzt wird. Zwar müssen auch diese Dichtungen meist noch von Hand auf dem abzudichtende Bauteil angebracht werden, die anderen Nachteile der Klebepad-Dichtungen sind aber eliminiert. So ist durch den Einsatz von Dichtschnüren die Abbildung dreidimensionaler Dichtungsgeometrien möglich, und es entstehen kaum Materialabfälle. Zudem steht eine größere Materialauswahl (z. B. auch gummiartige Stoffe) zur Verfügung, die unter Umständen besser zu Dichtungszwecken geeignet sind. Der Nachteil der manuellen Anbringung bleibt aber nach wie vor, außerdem wird am abzudichtenden Bauteil meist eine Nut benötigt, in die die Dichtschnur eingelegt werden kann, so dass sie fixiert ist.

### FIPFG (formed in-place foam gaskets)
Ein ganz neues Konzept stellt die FIPFG-Dichtungstechnik dar. Anders als bei den oben beschriebenen Dichtungsverfahren werden hierbei keine von vornherein festen Dichtungsmaterialien eingesetzt. Es wird eine flüssige oder thixotrope, pastöse Dichtmasse in einer Maschine aufbereitet und über eine Düse in Form einer Raupe auf das abzudichtende Bauteil aufgetragen. Anschließend trocknet oder vernetzt man das Dichtmaterial, so dass es seine weiche, verpressbare Dichtungseigenschaft erhält. Daher rührt auch der Name der Abkürzung, denn die Schaumdichtung („foam gasket“) wird direkt („in-place“) am abzudichtenden Bauteil aufgebracht („formed“).
Der Vorteil dieser Technologie liegt vor allem im maschinellen Prozess, denn das Auftragen des Dichtschaums geschieht per Roboter oder Achssystem. Dabei werden die abzudichtenden Bauteile automatisiert an- und abtransportiert (es ist auch ein umgekehrter Aufbau möglich, bei dem die Düse mit dem Dichtmaterial fest montiert ist und die Bauteile geführt werden). Weiterhin sind hier dreidimensionale Dichtungsgeometrien einfach abzubilden, und bei geeigneten Bauteilmaterialien wird auch keine Nut für das Aufnehmen der Dichtung benötigt, da die vernetzte Dichtung von selbst auf dem Bauteil haftet.